# Danaea lucens
Danaea lucens là một loài dương xỉ trong họ Marattiaceae. Loài này được A. Rojas mô tả khoa học đầu tiên năm 2009.